# 富山県道364号若栗前沢線
富山県道364号若栗前沢線（とやまけんどう364ごう わかぐりまえざわせん）は、富山県黒部市内を通る一般県道である。
かつては下垣内前沢線（しもがきうちまえざわせん）という名称であったが、2019年4月1日に現名称に改称された。

## 概要

### 路線データ
- 起点：富山県黒部市若栗字舌山（富山県道14号黒部宇奈月線交点）
- 終点：富山県黒部市前沢字南（富山県道122号石田前沢線・富山県道150号魚津入善線交点）
- 実延長：4,247m

## 沿革
- 1977年（昭和52年）3月1日 - 認定[2]。当時の名称は下垣内前沢線。
- 1990年（平成2年） - 住宅地の狭路区間を迂回するためのバイパス工事に着手[3]。
- 2004年（平成16年）6月30日 - バイパス（全長1,990m、総事業費18億円）の開通式[3]。
- 2019年（平成31年） 
  - 3月15日 - 県道名称変更に関する富山県告示第111号が発布される[1]。
  - 4月1日 - 若栗前沢線に改称[1]。

## 地理

### 通過する自治体
- 富山県黒部市

### 接続する道路
- 富山県道14号黒部宇奈月線（起点：舌山交差点）
- 富山県道124号本野三日市線（黒部市山田新）
- 富山県道124号本野三日市線（黒部市前沢）
- 富山県道122号石田前沢線・富山県道150号魚津入善線（終点：前沢西交差点）

### 周辺
- 北陸新幹線黒部宇奈月温泉駅
- 富山地方鉄道本線 舌山駅、新黒部駅
- 宮野運動公園
- トヨックス 本社